# 神明神社 (各務原市前渡西町)
神明神社（しんめいじんじゃ）は、岐阜県各務原市前渡西町に鎮座する神社。

## 概要
各務原市前渡西町（旧・稲葉郡前宮村大字前渡の西部→稲葉郡稲羽町前渡西町）の産土神である。
創建時期は不明。1919年（大正8年）に御鍬神社（祭神：宇気母智神)と合併して神明神社となり、御鍬神社跡地に移転する。1921年（大正10年）に村社に指定される。
かつては天照皇大御神及び宇気母智神（旧・御鍬神社祭神）を主祭神とし、摂末社に八幡大神を祀っていたが、2006（平成18年）に社殿を焼失。主祭神を天照皇大御神として2010年（平成22年）に社殿を再建。

## 祭神
- 天照皇大御神